# Rigoberto Padilla
Rigoberto Padilla Reyes (1 de dezembro de 1985) é um futebolista profissional hondurenho que atua como meia.

## Carreira
Rigoberto Padilla fez parte do elenco da Seleção Hondurenha de Futebol nas Olimpíadas de 2008.